# اونیک چیفته-ساراف
اونیک چیفته-ساراف ( انگلیسی: Onnik Chifte-Saraf؛ ۱۸۷۴ – ۱۱ ژوئیه ۱۹۳۲) روزنامه‌نگار، رمان‌نویس و داستان کوتاه نویس سرشناس اهل ارمنی‌تبار اهل امپراتوری عثمانی بود.

## زندگی‌نامه
وی با نام اصلی هوهانس آبیسوقومیان آسپت در ۱۸۷۴ در ناحیه اسکودار، کنستانتینوپل به دنیا آمد. تحصیلات ابتدایی خویش در یک مدرسه ارمنی در قاضی‌کوی انجام داد و سپس آن را در دبیرستان ارمنی گتروناگان ادامه داد ولی به علت مشکلات مالی مجبور شد تحصیلات زا نیمه تمام رها کند و در یک تجارخانه به عنوان کارمند مشغول به کار شود.
وی در ۱۱ ژوئیه ۱۹۳۲ در سن سالگی در ژنو درگذشت.